# تیرماهی ژرف‌زی
تیرماهی ژرف‌زی (انگلیسی: Zagadkogobius ourlazon) گونه‌ای از ماهی از خانواده تیرماهیان است که در آب‌های عمیق جنوب غرب دریای جنوب چین زندگی می‌کند.